# Bibliothek der Jüdischen Gemeinde zu Berlin
Die Bibliothek der Jüdischen Gemeinde zu Berlin ist eine Einrichtung der Jüdischen Gemeinde zu Berlin. Ihre Themen sind die Pflege der jüdischen Religion, Geschichte und Kultur. Mit ihrem umfangreichen Bestand an zeithistorischen Dokumenten über die Verfolgung und Ermordung der europäischen Juden in der Zeit des Nationalsozialismus ist die Bibliothek ein bedeutender kollektiver Erinnerungsort in Bezug auf die Shoah.
Die Bibliothek ist sowohl Leih- als auch Präsenzbibliothek, mit gemeinschaftlichem Leseraum. Neben der Jüdischen Volkshochschule gehört sie zu den Einrichtungen der Jüdischen Gemeinde im Gemeindegebäude in der Fasanenstraße in Berlin-Charlottenburg. Die Bibliothek ist für die Öffentlichkeit zugänglich.

## Geschichte
Die Bibliothek feierte im Jahre 2017 ihr 115-jähriges Bestehen. Gegründet wurde die Bibliothek gemäß Beschluss der Repräsentantenversammlung der Jüdischen Gemeinde Berlin am 5. März 1899. In den Räumen der Oranienburger Straße 28 wurde die Bibliothek im Jahre 1902 eröffnet. Von Beginn an wurde sie durch Spenden der Gemeindemitglieder mitgetragen. So appellierte der Literaturhistoriker Ludwig Geiger mit den Aufruf „Gedenket des Geistes“ an die Gemeindemitglieder die Bibliothek zu unterstützen. Einer ihrer bekannten Spender jener Zeit war der Historiker Heinrich Graetz, der sein elfbändiges Standardwerk Geschichte der Juden von der ältesten Zeit bis auf die Gegenwart der Bibliothek schenkte.
Der erste Bibliothekar war vier Jahre lang der Schriftsteller Jakob Fromer (1865–1938), dessen Übersetzung des Babylonischen Talmud später zu den Werken gehörte, die von den Nationalsozialisten verboten und verbrannt wurden.
Den größten Einfluss auf das Konzept der Bibliothek hatte der Rabbiner und Historiker Moritz Abraham Stern (* 1864 in Steinbach bei Fulda; † 1939 in Berlin), der diese 17 Jahre lang leitete. Moritz Stern orientierte sich an dem Konzept der amerikanischen Public Library und bot in der Bibliothek, den Leserinteressen folgend, sowohl populäre als wissenschaftliche Werke an. Der Bestand wuchs auf über 70.000 Bücher an, eine Kunstgalerie wurde 1917 eingegliedert und es gab neun Außenstellen (u. a. mit Zweigstellen in Berlin-Tempelhof, Neukölln und Pankow).
Nach dem Novemberpogrom 1938 wurden die Bibliothek und ihre Außenstellen von den Nationalsozialisten geschlossen und aufgelöst. Der Bücherbestand wurde beschlagnahmt, abgeholt und ging größtenteils verloren. Die Räumlichkeiten der Bibliothek in der Oranienburgerstr. 28 wurden von der Reichsstelle für Sippenforschung (ab 1940 Reichssippenamt) übernommen. Heute befindet sich dort die Stiftung Neue Synagoge Berlin-Centrum Judaicum.
Nach dem Zweiten Weltkrieg und der Teilung Berlins entstanden sowohl in Ost-Berlin als auch in West-Berlin eigene Bibliotheken. Im Jahre 1974 wurde an alter Stätte, in der Oranienburger Straße, die Jüdische Bibliothek eröffnet. Sie wurde geleitet von Renate Kirchner, der Ehefrau des langjährigen Vorsitzenden der jüdischen Gemeinde von Ost-Berlin Peter Kirchner (1935–2018). Die Bibliothek besaß eine in der DDR benötigte „Sondergenehmigung zur Einfuhr von Literatur aus dem kapitalistischen Ausland“. Im Westen der Stadt entstand bereits im Jahre 1959 im Gemeindehaus Fasanenstraße eine Bibliothek. Nach der Wiedervereinigung fusionierten die jüdischen Gemeinden und die beiden Bibliotheken wurden 2002 in der Fasanenstraße zusammengelegt.
Neben den Eigenanschaffungen spielen die Schenkungen von Privatpersonen und Institutionen eine zentrale Rolle für den Ausbau des Bestandes: So die Sammlung des Rabbiners Albert Wolf (1890–1951) sowie die Bibliothek des Pädagogen Siegfried Baruch (* 3. Mai 1901 in Margonin/Posen; † 1. März 1973 in Wiesbaden) im Jahre 1976. Das Jüdische Museum Berlin beteiligte sich im Jahre 2017 mit Buchspenden. Im Rahmen des laufenden Projektes der NS-Raubgutforschung der Zentral- und Landesbibliothek Berlin konnten von 2011 bis 2017 bereits 43 Bücher der ursprünglichen jüdischen Bibliothek restituiert und dem Bestand wieder zugeführt werden, so z. B. Samuel Müller: Jüdische Geschichte von der Zerstörung des 1. Tempels bis zur Gegenwart in Charakterbildern, 1913.
Die Bibliothek in der Oranienburger Straße wurde bis zu ihrer Schließung im Jahre 2002 von Renate Kirchner geleitet. Der Bibliothek in der Fasanenstraße standen bis zum Jahr 1988 Jürgen Landeck, bis zum Jahre 2011 Arcady Fried sowie bis Ende 2016 Ina Stein vor.
Im Jahre 2017 zählte die Bibliothek über 4.000 Nutzer.

## Bestand
Der Bestand umfasst ca. 70.000 Bücher, 10.000 Periodika sowie 1.500 audiovisuelle Medien. Zum laufend gehaltenen Handbestand gehören 55 jüdische Zeitschriften, u. a. die Wochenzeitschrift „Jüdische Allgemeine“.

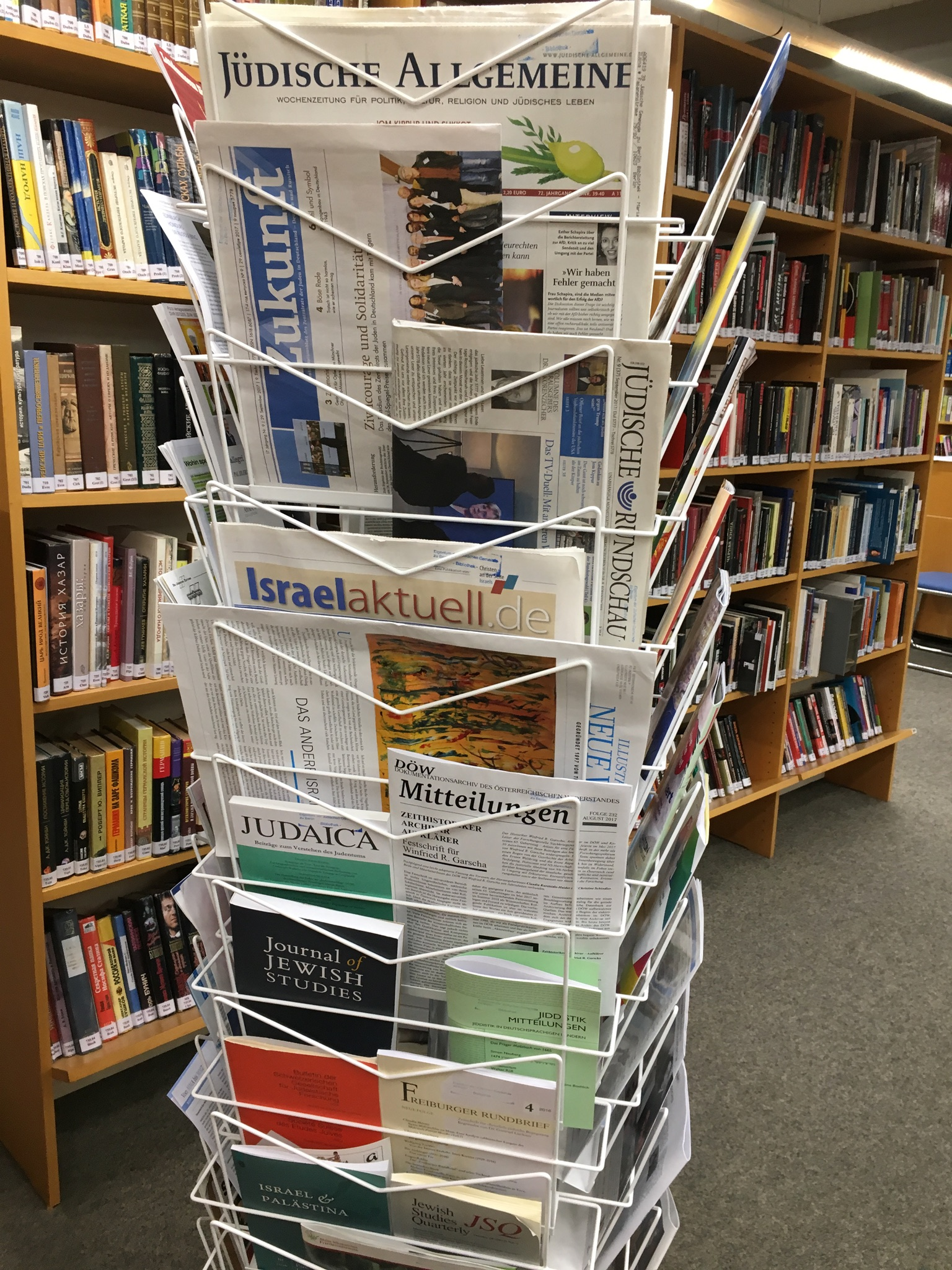
Zeitungsständer mit internationalen jüdischen Zeitungen

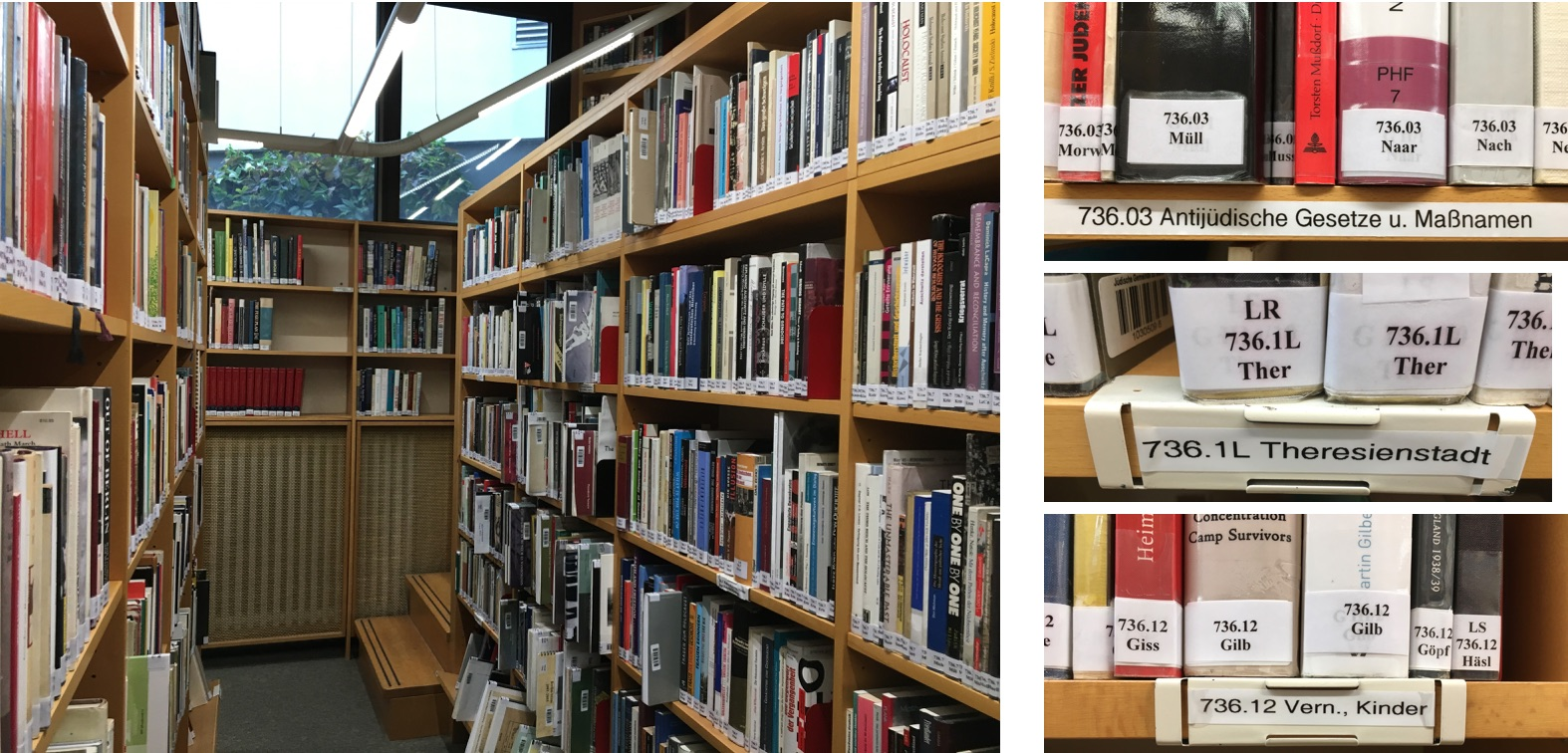
Bibliothek der Jüdischen Gemeinde in der Fasanenstraße Berlin - Regal und Beschriftungen

Die Jüdische Bibliothek bietet Bücher incl. Bildbände zu den Themen der jüdischen Geschichte von Anfang bis Gegenwart, insbesondere Geschichte des Staates Israel, des Zionismus sowie der Verfolgung der Juden im Nationalsozialismus, an.
Als in Berlin ansässige Bibliothek liegt ein besonderer Schwerpunkt auf Berlin und seinen Bezirken; daneben literarische Werke, Theater und Kunst von jüdischen Autoren oder zu jüdischen Themen. Die umfangreiche Musikliteratur bietet synagogische Musik und Volkslieder. Der mit vielen wertvollen Büchern bestückte Bereich zu Judaistik bietet u. a. neben Bibeln, Übersetzungen und verschiedenen Exemplaren des Talmud, klassische Judaica, Studien der Halacha und Midrasch, rabbinischere Literatur, Gebetbücher, sowie Werke zu Riten, Predigten und Feiertagen.

Die in der Jüdischen Bibliothek als Präsenzexemplare ausgelegten Gedenkbücher schaffen ein aktives Mnemotop der Shoah: Diese halten die Erinnerung an die während des Nationalsozialismus verfolgten und ermordeten Juden wach. Gedenkbücher liegen u. a. für die Städte Berlin, Köln, Kassel vor. Die Gedenkbücher dokumentieren die Namen der Opfer, deren biographischen Daten sowie Sterbedatum und Deportationsort, soweit vorhanden. In Spezialabteilungen steht weiterführende Literatur, sortiert nach Oberbegriffen wie z. B. „Antijüdische Gesetze und Maßnahmen“, „Vermisste Kinder“ oder „Theresienstadt“, umfangreich zur Verfügung.
Die Jüdische Bibliothek bietet u. a. Bücher in deutscher, englischer, französischer und russischer Sprache sowie in Hebräisch und Jiddisch an. Sie ist in Deutschland die Bibliothek mit dem zweitgrößten Bestand an Literatur in Jiddisch.
Nachfolgend lediglich eine beispielhafte Auswahl an Raritäten:
- Moses Mendelsohn: Ritualgesetze, betreffend Erbschaften, Vormundschaftssachen, Testamente und Ehesachen, 4. Auflage Berlin. Voss 1799.
- Maier Kohn: Machsor le schalosch regaslim: Festtägliche Gebete für die Hauptfeste Pesach, Schavuoth und Suckoth, Zürndorfer und Sommer, Fürth 1855 (Jüdischer Verlag in Bayern).
- Abraham Zvi Idelsohn: Hebräisch-orientalischer Melodienschatz, Leipzig Homeister in Bänden ab 1914.
- Scholom Schwartzbard, Originalausgabe der Biographie des Dichters und Attentäters in jiddischer Sprache, Ceshinsky Publ. 1933 Chicago (mit persönlicher Widmung).
- Jewish Displaced Person Periodicals, Microfilm, Yivo Institute für Jewish Research. Advicer und Introduktion Zachary M Baker.Jüdischer Jugendkalender aus der ursprünglichen Jüdischen Bibliothek der Gemeinde - NS Raubgut, der April 2011 restituiert wurde

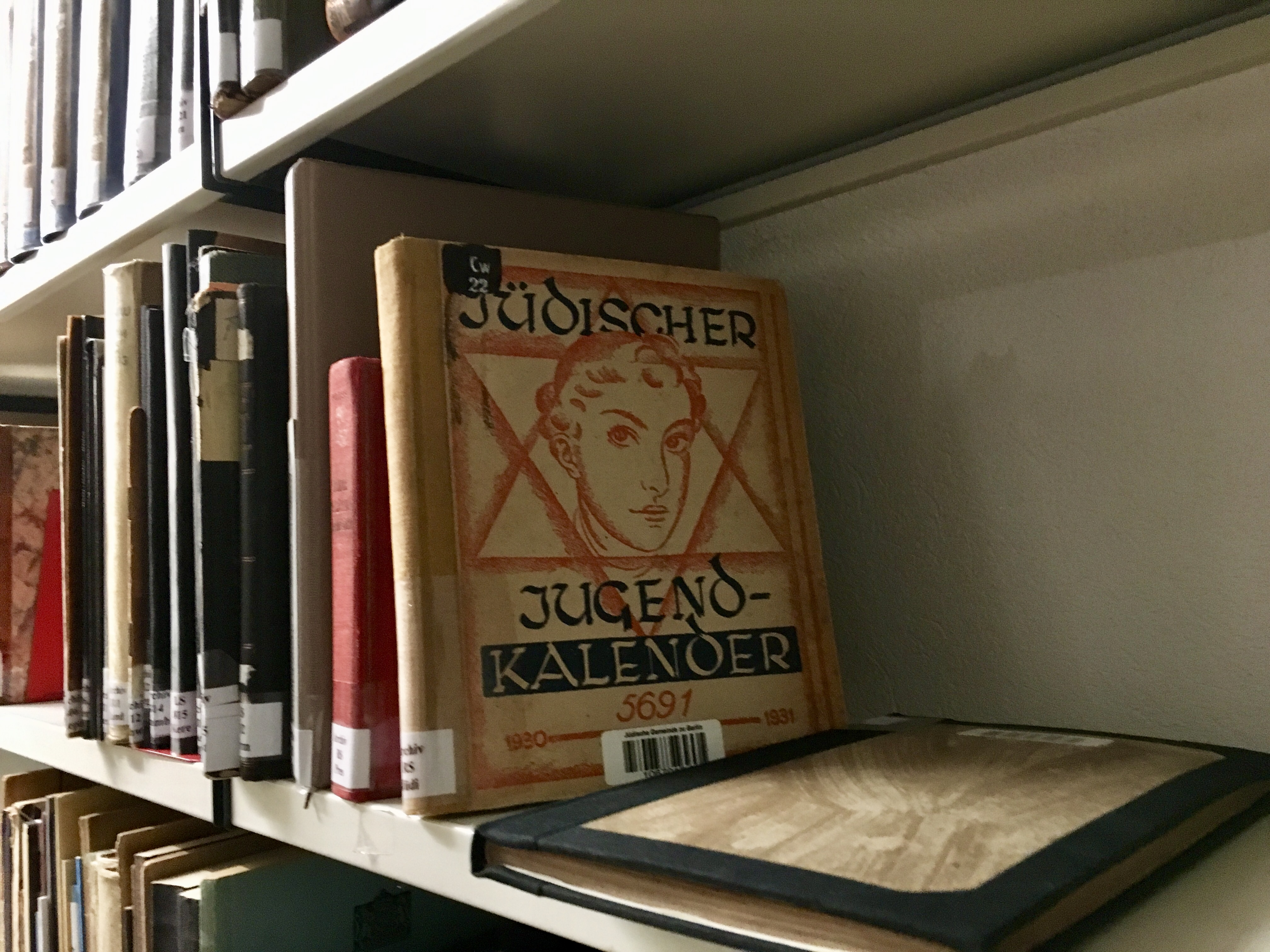
Jüdischer Jugendkalender aus der ursprünglichen Jüdischen Bibliothek der Gemeinde - NS Raubgut, der April 2011 restituiert wurde

Die laufenden Neuwerbungen von Klassikern, Standwerken, Enzyklopädien, Periodika und zeitgenössische Literatur werden auf der Homepage der jüdischen Gemeinde angekündigt.

## Systematik
Die Kategorisierung nach Sachgebieten erfolgt nach Grundlage der Elazar-Klassifikation von David H. Elazar und Daniel J. Elazar auf der Grundlage der Judaica und wurde gemäß den spezifischen zeitgeschichtlichen und geographischen Erfordernissen von der Jüdischen Bibliothek zu Berlin erweitert.
Die Sachgebiete lauten:
- 001–099 Tanach und Tanachstudien / Hebräische Bibel und Bibelstudien
- 100–199 Klassische Judaica, Halacha und Midrasch
- 200–299 Kultus / Gottesdienst
- 300–399 Jüdische Erziehung
- 400–499 Sprachen (Hebräisch, Jidd.) und Wissenschaft
- 500–599 Literatur
- 600–699 Jüdische Gemeinschaft (einschließ. Musik, Theater, Film, Sport)
- 700–799 Jüdische Geschichte, Geographie, Biographie
- 800–899 Israel und Zionismus
- 900–999 Allgemeine Werke (einschließlich Hochschulschriften, Periodika und AV Medien)